# کترین گارسیا
کترین اِی. گارسیا (née مکایوِر متولد ۳ مارس ۱۹۷۰) یک مقام دولتی آمریکایی است که از سال ۲۰۱۴ تا ۲۰۲۰ به عنوان کمیسیونر اداره پساب زدایی و جمع‌آوری زباله نیویورک فعال بود و در انتخابات ۲۰۲۱ برای شهردار نیویورک کاندید شده‌است.
گارسیا همچنین پیش از این به عنوان رئیس موقت و مدیرعامل اداره مسکن شهر نیویورک بود و در جریان واکنش اضطراری به کووید-۱۹ به عنوان «سزار غذا» برای برنامه غذایی اضطراری نیویورک منصوب شد.